# Polen op het Eurovisiesongfestival 2022
Polen nam deel aan het Eurovisiesongfestival 2022 in Turijn, Italië. TVP was verantwoordelijk voor de Poolse bijdrage voor de editie van 2022.

## Selectieprocedure

### Tu bije serce Europy! Wybieramy hit na Eurowizję!
Een nationale finale voor de Poolse inzending ging door op 19 februari 2022. De nationale finale had als titel Het hart van Europa klopt hier. We kiezen de hit voor Eurovisie. De finale vond plaats in een tv-studio in Warschau. 
Tien kandidaten namen delen in de voorronde, drie kandidaten mochten door naar een superfinale. Krystian Ochman won de finale met meer dan de helft van de stemmen. 

## In Turijn
In Turijn stootte Ochman vlot door naar de finale op zaterdag. Polen eindigde als 12de met 151 punten. De beste score sinds 2016. Oekraïne had 12 punten voor de Poolse inzending. Ook België gaf 7 televote punten aan België. 
1994 · 1995 · 1996 · 1997 · 1998 · 1999 · 2000 · 2001 · 2002 · 2003 · 2004 · 2005 · 2006 · 2007 · 2008 · 2009 · 2010 · 2011 · 2012-2013 · 2014 · 2015 · 2016 · 2017 · 2018 · 2019 · 2020 · 2021 · 2022 · 2023 · 2024 · 2025
Albanië · Armenië · Australië · Azerbeidzjan · België · Bulgarije · Cyprus · Denemarken · Duitsland · Estland · Finland · Frankrijk · Georgië · Griekenland · Ierland · IJsland · Israël · Italië · Kroatië · Letland · Litouwen · Malta · Moldavië · Montenegro · Nederland · Noord-Macedonië · Noorwegen · Oekraïne · Oostenrijk · Polen · Portugal · Roemenië · San Marino · Servië · Slovenië · Spanje · Tsjechië · Verenigd Koninkrijk · Zweden · Zwitserland